# Wiglaf (roi de Mercie)
Vous lisez un « bon article » labellisé en 2014.
Pour le personnage de Beowulf, voir Wiglaf.
Wiglaf est roi de Mercie de 827 à 829, puis de 830 à sa mort, survenue en 839 ou 840.
D'ascendance incertaine, il monte sur le trône d'un royaume de Mercie en proie à d'intenses luttes dynastiques et dont la mainmise sur le reste de l'Angleterre est remise en question par l'ascension du Wessex. Après seulement trois années de règne, il est chassé du pouvoir en 829 par Ecgberht de Wessex, qui prend directement le contrôle de la Mercie. Néanmoins, Wiglaf reprend le pouvoir dès l'année suivante et le conserve pendant la décennie qui suit.
Le très faible nombre de monnaies frappées durant son second règne trahit peut-être une relation de vassalité vis-à-vis d'Ecgberht, mais il n'en existe aucune preuve explicite, et Wiglaf se comporte par ailleurs en souverain parfaitement indépendant. Il rétablit l'influence mercienne dans une partie de ses anciennes dépendances, notamment dans le Berkshire et en Essex, mais les autres restent acquises au Wessex.
Wiglaf meurt en 839 ou 840. Une tradition de l'abbaye d'Evesham lui donne pour successeur son fils Wigmund, mais la plupart des sources ne le mentionnent pas et font succéder à Wiglaf un certain Beorhtwulf, qui ne lui est pas apparenté. Wiglaf est inhumé à Repton, près de Derby.

## Contexte
Après la mort du puissant roi Offa de Mercie, en 796, son hégémonie sur les autres royaumes du sud de l'Angleterre est préservée par son successeur Cenwulf (r. 796-821). Sous son règne, le Kent, l'Est-Anglie et l'Essex restent soumis à l'autorité de la Mercie. Elle reste une puissance militaire importante, dont les armées opèrent de fréquentes incursions en territoire gallois. Son frère et successeur Ceolwulf ne règne que deux ans avant d'être déposé et remplacé par un certain Beornwulf, qui subit une défaite décisive en 825 contre Ecgberht de Wessex à la bataille d'Ellendun. Le Kent, l'Essex, le Sussex et le Surrey passent sous l'égide du vainqueur, tandis que l'Est-Anglie recouvre son indépendance. Beornwulf est tué l'année suivante lors d'une invasion manquée de ce royaume, et son successeur Ludeca connaît le même sort en 827. Ces défaites successives semblent avoir exacerbé les luttes pour le trône mercien, tandis qu'au sud, la puissance du Wessex d'Ecgberht ne cesse de croître. C'est dans ce contexte que Wiglaf monte sur le trône.
Les historiens ont proposé deux modèles pour expliquer la succession des rois merciens durant cette période. La première s'appuie sur des ressemblances onomastiques pour postuler l'existence de différentes branches de la famille royale : la dynastie « C » initiée par Cenwulf, la dynastie « B » inaugurée par Beornwulf, et la dynastie « Wig » à laquelle appartient Wigstan. Ces différentes branches pourraient trouver leurs origines au VIIe siècle, dans la politique du roi Penda et de ses fils consistant à distribuer leurs conquêtes à des membres de leur parentèle. Une charte de la fin du VIIe siècle mentionne un subregulus nommé Wigheard qui pourrait être un ancêtre de Wiglaf. Les chartes de la fin du VIIIe et du début du IXe siècle présentent des duces ou praefecti (ealdormen) nommés Wigbald, Wigberht, Wigcga et Wigferth, qui pourraient être apparentés à cette branche si l'on en juge par leurs noms, mais il n'existe aucune preuve tangible d'un lien de parenté reliant ces individus.
L'autre théorie accepte ces dynasties reconstruites par l'onomastique, mais rejette l'idée qu'il s'agisse de rameaux de la famille royale. Elle les considère plutôt comme des dynasties indépendantes issues de différentes régions du royaume correspondant à d'anciens peuples indépendants conquis par les Merciens au fil des siècles, tels les Hwicce, les Tomsæte ou les Magonsæte. D'après cette théorie, les nobles merciens les plus importants, ceux qui sont titrés dux ou princeps dans les chartes, sont capables d'atteindre la dignité royale en vertu de leur puissance personnelle et de leur capacité à être reconnus et acceptés par leurs pairs. Suivant cette hypothèse, la base de pouvoir de Wiglaf pourrait être le territoire des Tomsæte, puisque c'est là qu'il choisit d'être inhumé.
Le Chronicon Abbatiae de Evesham, composé au XIIe siècle, affirme que Wigstan, le petit-fils de Wiglaf, est un descendant de Cenred, un petit-fils de Penda. Néanmoins, cela n'implique pas nécessairement que Wiglaf lui-même soit un descendant de Penda. Il est possible que ce soit plutôt son épouse Cynethryth, qui apparaît sur deux chartes du règne de son mari, qui provienne de l'ancienne lignée royale. Son nom pourrait faire d'elle une parente de la dynastie « C », voire d'une branche antérieure de la famille royale : l'épouse d'Offa s'appelait également Cynethryth.

## Règne

Le Sud de l'Angleterre sous le règne de Wiglaf.

### Premier règne
L'avènement de Wiglaf est mentionné dans la Chronique anglo-saxonne à l'entrée 827 : « En cette année Ludeca, roi de Mercie, fut tué, et ses cinq ealdormen avec lui, et Wiglaf lui succéda à la tête du royaume. » Cette entrée laisse à penser que Ludeca a été victime de querelles intestines et que Wiglaf a pris le pouvoir par la force. Les trois premières années de son règne sont peu documentées : il les consacre vraisemblablement à la consolidation de son autorité.
En 829, Ecgberht de Wessex envahit la Mercie et chasse Wiglaf du trône. Il fait frapper des monnaies à Londres portant la mention « Rex M », c'est-à-dire Rex Merciorum, « roi des Merciens ». Plus tard la même année, il reçoit la soumission du roi Eanred de Northumbrie à Dore, à la frontière nord de la Mercie,. Il est alors le plus puissant souverain de Grande-Bretagne.

### Reprise du pouvoir
Ecgberht ne règne directement sur la Mercie qu'une année : la Chronique anglo-saxonne indique que Wiglaf « recouvra le royaume de Mercie », sans plus de précisions. Cette formulation lapidaire est ouverte à différentes interprétations. Frank Stenton considère que la Chronique aurait été beaucoup plus explicite si Ecgberht avait rendu le pouvoir à Wiglaf, car il s'agit d'une œuvre produite au Wessex et donc encline à exalter les souverains de ce royaume dès qu'elle en a l'occasion.
En revanche, Gareth Williams préfère en faire une lecture une interprétation diamétralement opposée afin d'expliquer un problème d'ordre numismatique. En effet, les monnaies frappées sous le règne de Wiglaf sont très rares et datent toutes soit de son premier règne, soit du tout début du second. Il s'écoule ensuite toute une décennie sans frappes monétaires, qui ne reprennent qu'après l'avènement de son successeur Beorhtwulf. Cette absence est exceptionnelle pour l'époque, mais pour Williams, elle s'explique parfaitement si Wiglaf est remonté sur le trône en tant que roi client d'Ecgberht, ce dernier ayant pu lui interdire d'émettre ses propres monnaies.
Pour autant, une charte émise en 831 à Wychbold, près de Droitwich dans le Worcestershire, ne fait aucune allusion à une quelconque suzeraineté d'Ecgberht, alors que Wiglaf reconnaît explicitement sa déposition en parlant de « la première année de mon second règne ». Gareth Williams suggère la possibilité d'un arrangement conclu entre les deux souverains : Ecgberht aurait concédé la Mercie à Wiglaf afin de concentrer ses efforts sur le Kent.
L'ascension subite du Wessex à la fin des années 820 et son incapacité à préserver sa mainmise sur la Mercie ont été étudiées par les historiens à la recherche de causes sous-jacentes. Les problèmes dynastiques rencontrés par la Mercie sont généralement considérés comme la cause principale de son effondrement dans les années 820, mais le manque de détails concernant l'administration de la Mercie et du Wessex rend l'examen d'autres facteurs difficile. Certains historiens suggèrent que le Wessex disposait d'un système de tributs stable qui contribua à son succès, ou bien que ce royaume a bénéficié d'autres avantages : une population mixte (saxonne et bretonne), des frontières naturelles faciles à défendre, ou encore un personnel administratif plus compétent.
Il est possible que la bonne fortune du Wessex ait dépendu à un certain degré du support de l'empire carolingien. Les réseaux commerciaux rhénans et francs s'effondrent dans les années 820 ou 830, et Louis le Pieux doit affronter une série de révoltes jusqu'à sa mort en 840, ce qui l'empêche vraisemblablement d'intervenir dans les affaires d'outre-Manche. Coupés de toute influence extérieure, les royaumes anglo-saxons auraient alors fini par atteindre une sorte de point d'équilibre.

### Second règne

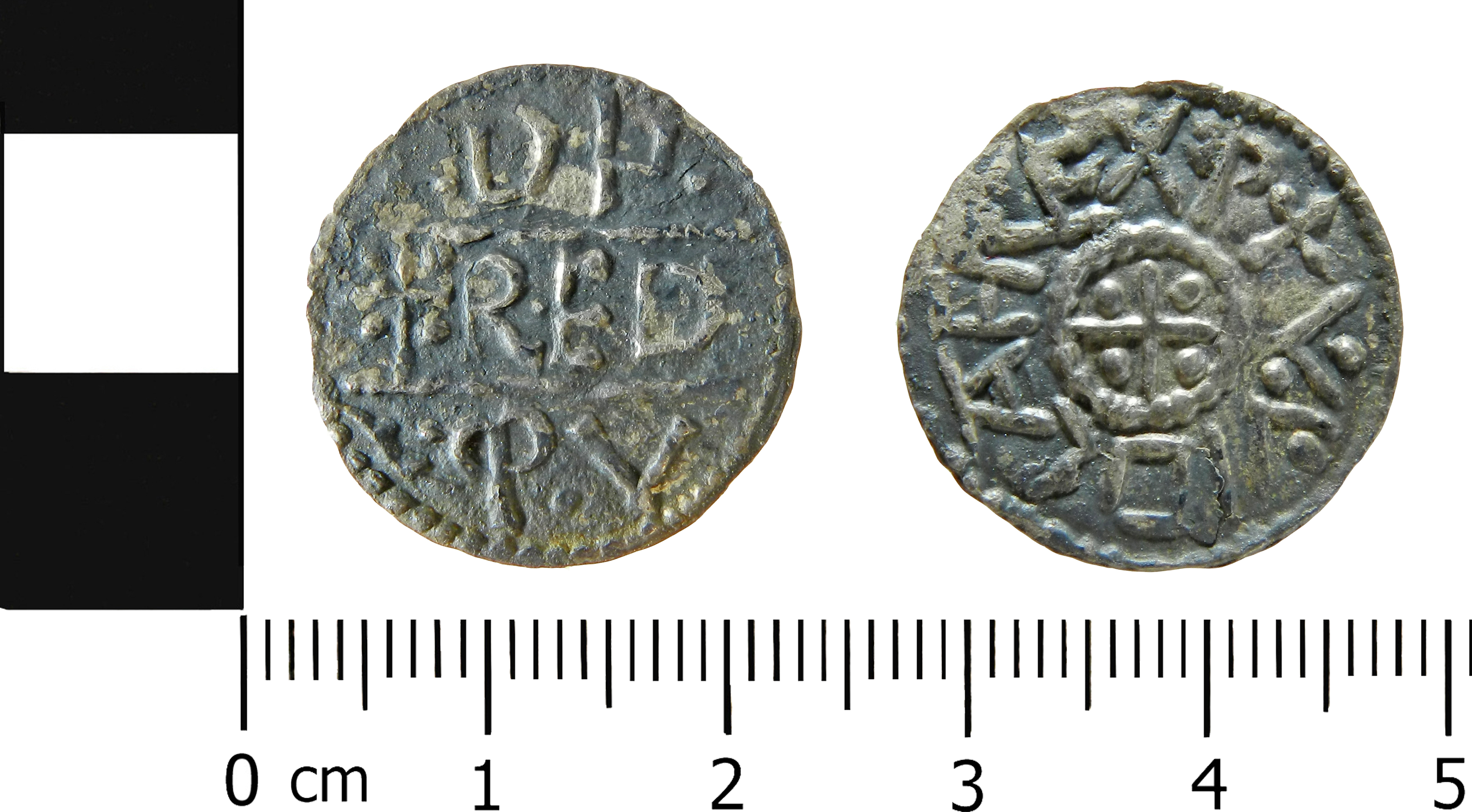
Un penny frappé dans les années 830, sous le second règne de Wiglaf.

Wiglaf semble avoir recouvré une partie des pertes consécutives à la bataille d'Ellendun. Un roi d'Essex nommé Sigeric, qui témoigne sur une charte émise dans le Hertfordshire entre 829 et 837, est décrit comme un minister (« serviteur ») de Wiglaf. Les émissions monétaires londoniennes échappent à Ecgberht, et la ville de Londres reste mercienne jusqu'après la mort de Wiglaf. Le Berkshire retourne également dans le giron de la Mercie, soit sous son règne, soit sous celui de son successeur Beorhtwulf. Plus surprenant, compte tenu de la puissance nouvelle du Wessex, il semble que la moyenne vallée de la Tamise, région d'origine des Gewissæ, soit restée fermement mercienne. À l'ouest, les Gallois sont à nouveau soumis à une date inconnue avant 853, soit par Wiglaf, soit par son successeur Beorhtwulf.
L'archevêque de Cantorbéry Wulfred, en poste de 805 à 832, semble être resté fidèle à la Mercie en dépit de la conquête du Kent par Ecgberht. Ses monnaies s'arrêtent au moment où débutent celles frappées dans le Kent par Ecgberht, et le roi lui rétrocède des terres par une charte de 838, ce qui implique qu'il s'en était saisi auparavant. C'est peut-être la crainte d'un regain de l'influence mercienne sur le Kent qui incite Æthelwulf, le fils d'Ecgberht, qui gouverne la région sous l'autorité de son père, à faire don de domaines à l'église de Cantorbéry.
Le rétablissement de Wiglaf n'est pas total pour autant. Même si Ecgberht a clairement perdu en influence après 830, le quart sud-est de l'Angleterre (à l'exception possible de l'Essex) est définitivement perdu pour la Mercie. En Est-Anglie, le roi Æthelstan commence à émettre ses propres monnaies vers la même période : peut-être dès 827, mais plus vraisemblablement vers 830, en profitant de l'affaiblissement d'Ecgberht consécutif au retour de Wiglaf. Cette démonstration d'indépendance de la part d'Æthelstan n'a rien de surprenant : les défaites de Beornwulf et Ludeca en 826-827 sont probablement à mettre à son crédit.
Une charte de 836 retrace un conseil tenu à Croft, dans le Leicestershire, auquel assistent l'archevêque de Cantorbéry et onze évêques, dont certains venus du Wessex. Wiglaf s'adresse à l'assemblée en parlant de « mes évêques, duces et magistrats », ce qui implique non seulement qu'il contrôle complètement son propre royaume, mais aussi qu'il exerce une certaine autorité au-delà de ses frontières, sur tous les évêques du Sud de l'Angleterre. Le simple fait que Wiglaf puisse organiser une telle réunion est également significatif : aucun roi du Wessex n'organise de concile de ce type et ils n'en sont peut-être jamais capables.
Cette charte de 836 octroie des privilèges au monastère de Hanbury, dans le Staffordshire, en échange de diverses concessions au roi et à ses ealdormen. Les moines sont exemptés des trois obligations majeures traditionnellement dues à leur roi : la construction de résidences royales, le paiement du feorm (une rente en nature), et l'hébergement des serviteurs du roi. Cependant, un devoir continue à leur incomber : la construction de remparts et de ponts. De telles exceptions n'apparaissent au Wessex qu'en 846, et s'expliquent par la nécessité de lutter contre les raids vikings, qui se font de plus en plus pressants durant cette période.

## Succession

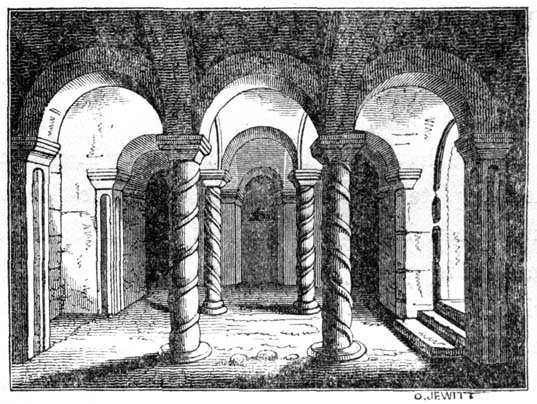
La crypte de Repton où Wiglaf est inhumé (gravure du XIXe siècle).

Les sources ne donnent pas la date de décès de Wiglaf, mais la durée des règnes de ses successeurs la situe en 839 ou 840. La Chronique anglo-saxonne indique que Burgred est chassé de Mercie par les Vikings en 874, après vingt-deux années de règne, et des chartes confirment que Burgred devient roi durant la première moitié de l'année 852. Une liste de rois accorde à son prédécesseur Beorhtwulf, le successeur de Wiglaf, un règne de treize années qui débuterait donc en 839 ou 840, ce qui est cohérent avec les dates de ses chartes.
Une tradition de l'abbaye d'Evesham date la mort de Wigstan de 849 et indique que son père Wigmund, le fils de Wiglaf, est monté sur le trône, mais rien ne permet de confirmer cette affirmation, qu'il faut donc prendre avec précaution. L'ascendance de Beorhtwulf est inconnue, mais les tensions dynastiques semblent avoir été un élément constant des successions merciennes, ce qui contraste avec le Wessex, où Ecgberht fonde une dynastie qui se poursuit sans incident majeur tout au long du IXe siècle et au-delà.
Wiglaf est inhumé à Repton (Derbyshire), dans une crypte encore visible aujourd'hui. Elle s'intégrait à l'époque dans un monastère double, probablement édifié sur ordre du roi Æthelbald (r. 716-757) pour héberger la nécropole royale. Ce choix de sépulture trahit peut-être un lien de parenté entre les deux rois, à moins que Wiglaf ait simplement désiré s'associer à un prestigieux souverain du passé. Son petit-fils Wigstan y est également inhumé,. La voûte et les colonnes de la crypte ne sont pas d'origine : il est possible qu'elles datent de l'époque de Wiglaf plutôt que de celle d'Æthelbald.